# Impulsion de fonte 1A
L'impulsion de fonte 1A, en anglais meltwater pulse 1A, est un événement de brusque augmentation du niveau des mers, survenu à la fin du dernier âge glaciaire, à la fin de l'époque du Pléistocène.

## Amplitude de l'événement
Impulsion d’eau de fonte 1A (MWP1a) est le nom utilisé par les géologues, paléoclimatologues et océanographes quaternaristes pour une période d'élévation du niveau de la mer post-glaciaire, entre −13500 et −14700 BP, au cours de laquelle le niveau de la mer global a augmenté entre 16 et 25 m en environ 400-500 ans, donnant des taux moyens d’environ 40–60 mm/an. L’impulsion d’eau de fonte 1A est également connue sous le nom d’événement de montée catastrophique 1 (CRE1) dans la mer des Caraïbes. Les taux d’élévation du niveau de la mer associés à l’impulsion 1A de l’eau de fonte sont les taux les plus élevés connus d’élévation post-glaciaire, niveau eustatique. L’impulsion d’eau de fonte 1A est également la plus largement reconnue et la moins contestée des impulsions d’eau de fonte postglaciaires nommées. D’autres impulsions d’eau de fonte postglaciaires nommées sont connues le plus souvent sous les noms de meltwater pulse 1A0 (meltwater pulse 19ka), meltwater pulse 1B, meltwater pulse 1C, meltwater pulse 1D et meltwater pulse 2. Elle et ces autres périodes d’élévation rapide du niveau de la mer sont connues sous le nom d’impulsions d’eau de fonte parce que la cause présumée de celles-ci était le rejet rapide d’eau de fonte dans les océans à la suite de l’effondrement de la calotte glaciaire continentale,.

## Niveau de la mer et chronologie

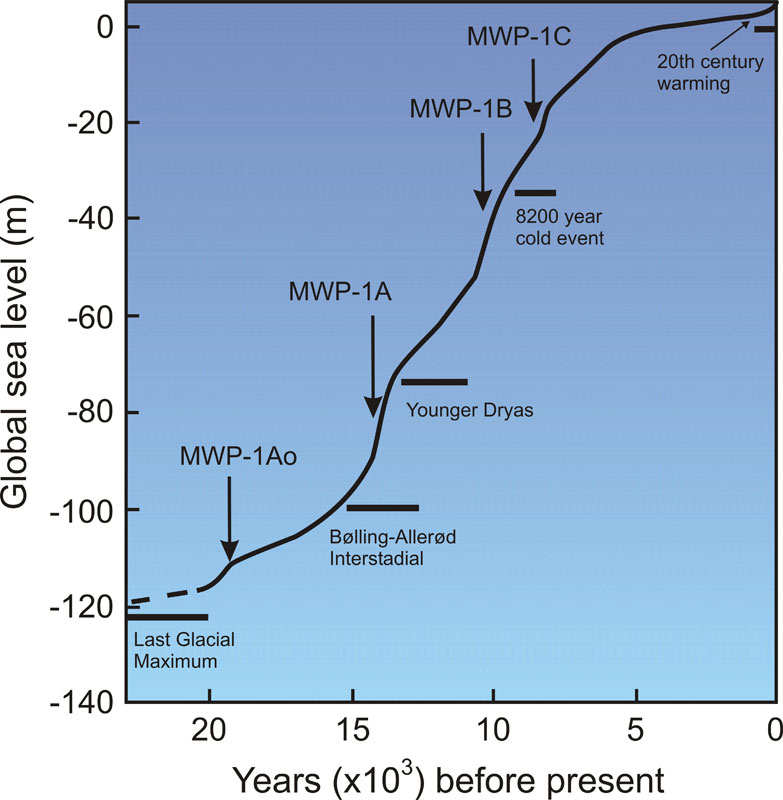
Courbe d’élévation postglaciaire du niveau de la mer et impulsions d’eau de fonte (MWP)

L’impulsion d’eau de fonte 1A s’est produite dans une période d’élévation du niveau de la mer et de changement climatique rapide, connue sous le nom de Termination I (en), lorsque le recul des calottes glaciaires continentales se poursuivait à la fin de la dernière période glaciaire. Plusieurs chercheurs ont réduit la période de l’impulsion à entre -13 500 et -14 700 BP, son pic se trouvant à environ -13 800 BP .Le début de cet événement coïncide avec ou suit de près l’apparition abrupte du Bølling-Allerød (B-A) inter-stadial et le réchauffement de la carotte de glace NorthGRIP au Groenland il y a -14 600 ans BP . Au cours de l’impulsion de l’eau de fonte 1A, on estime que le niveau de la mer a augmenté à un taux de 40–60mm/an. Ce taux d’élévation du niveau de la mer était beaucoup plus élevé que celui de élévation du niveau de la mer, qui a été estimée à l’ordre de 2–3mm/an,.

## Source(s) de l’impulsion d’eau de fonte 1A
La source des eaux de fonte pour l’impulsion d’eau de fonte 1A et le chemin qu’elles ont emprunté restent un sujet de controverse continu. La technique de « l’empreinte digitale au niveau de la mer » a été utilisée pour soutenir que la contribution majeure à cette impulsion d’eau de fonte provenait de l’Antarctique,. D’autre part, d’autres études ont soutenu que la calotte glaciaire laurentidienne en Amérique du Nord était la source dominante de cette impulsion d’eau de fonte,,. L’ampleur de l’élévation eustatique du niveau de la mer pendant l’impulsion 1A de l’eau de fonte est un indicateur significatif de ses sources. Une élévation eustatique du niveau de la mer autour de 10m pourrait vraisemblablement être uniquement expliquée par une source nord-américaine,. D’autre part, si l’élévation eustatique du niveau de la mer était plus importante et plus proche de 20m, une fraction significative de l’eau de fonte qui l’a provoquée provenait probablement de la calotte glaciaire antarctique,. Les travaux de modélisation de la calotte glaciaire suggèrent que l’apparition abrupte de la Bølling-Allerød (B-A) pourrait avoir déclenché la séparation de la Calotte glaciaire de la Cordillère de Inlandsis laurentidien (et l’ouverture du corridor libre de glace) produisant une contribution majeure à l’impulsion d’eau de fonte 1A de la calotte glaciaire nord-américaine,.
Une contribution d’environ 2m en 350 ans à l’impulsion 1A de l’eau de fonte de la Calotte glaciaire antarctique pourrait avoir été causée par le réchauffement de l’océan Austral. Outre la calotte glaciaire nord-américaine et antarctique, la calotte glaciaire fennoscandienne et de Barents pourrait également avoir contribué 3 à 7m à l’impulsion d’eau de fonte 1A,.

## Inondations de fonte du Mississippi
Dans le cas du Mississippi, les sédiments du plateau continental et du talus de la Louisiane, y compris le bassin Orca, dans le golfe du Mexique préservent une variété de substituts paléoclimatiques et paléohydrologiques proxy,,. Ils ont été utilisés pour reconstituer à la fois la durée et le débit des événements de fonte et des super-inondations du fleuve Mississippi pour les périodes glaciaires et postglaciaires tardives, y compris le moment de l’impulsion de l’eau de fonte 1A,,. La chronologie des inondations constatée par l’étude de nombreuses carottes sur le plateau continental et la pente de la Louisiane concorde avec le moment des impulsions d’eau de fonte. Par exemple, l'impulsion d’eau de fonte 1A dans les enregistrements coralliens de la Barbade correspond assez bien à un groupe de deux inondations d’eau de fonte du Mississippi, MWF-3 (il y a 12 600 BP); et MWF-4 (il y a 11 900 BP). En outre, l’impulsion d’eau de fonte 1B dans le registre des coraux de la Barbade correspond à un groupe de quatre super-inondations du fleuve Mississippi, MWF-5, qui se sont produites il y a entre -9 900 et -9 100 BP. Le débit d’eau descendant le fleuve Mississippi lors de l’inondation d’eau de fonte MWF-4 est estimé à 0,15 sverdrups (millions de mètres cubes par seconde). Ce rejet équivaut à peu près à 50% du rejet global pendant l’impulsion 1A de l’eau de fonte. Cette recherche montre également que l’inondation MWF-4 de l’eau de fonte du Mississippi s’est produite pendant l’oscillation d’Allerød et s’était en grande partie arrêtée avant le début du stade du Dryas récent. La même recherche a révélé une absence d’inondations d’eau de fonte se déversant dans le golfe du Mexique à partir du fleuve Mississippi pendant un certain temps après l’inondation des eaux de fonte MWF-4, connue sous le nom d'«événement de cessation », qui correspond au stade du Dryas récent,,. Avant l’inondation de l’eau de fonte du Mississippi MWF-3, deux autres inondations d’eau de fonte du Mississippi, MWF-2 et MWF-1, ont été reconnues. Le premier d’entre eux, MWF-1, consiste en trois événements distincts, mais rapprochés qui se sont produits entre -16 000 BP et -15 450 BP (MWF-1a); -15 000 BP et -14 700 BP (MWF-1b); et -14 460 BP et -14 000 BP (MWF-1c) radiocarbone il y a des années. Chacun de ces événements d’inondation a eu un débit d’environ 0,08 à 0,09 Sverdrups (millions de mètres cubes par seconde). Collectivement, ils semblent être associés à l’impulsion 1A0 de l’eau de fonte. Plus tard, l’une des plus importantes inondations d’eau de fonte du Mississippi, MWF-2, s’est produite il y a entre -13 600 BP et -13 200 BP (carbone14). Tout au long de ses 400 années, le débit maximal de l’inondation d’eau de fonte du Mississippi MWF-2 est estimé entre 0,15 et 0,19 Sverdrups. Malgré la grande taille de l’inondation MWF-2 de l’eau de fonte du fleuve Mississippi, elle n’est pas connue pour être associée à une impulsion d’eau de fonte identifiable dans un seul enregistrement du niveau de la mer.

## Événements Antarctique de vélage d’icebergs
En ce qui concerne la calotte glaciaire antarctique, les recherches de Weber et d’autres ont permis d’établir un enregistrement à haute résolution bien daté de la décharge d’icebergs de diverses parties de la calotte glaciaire antarctique au cours des 20 000 dernières années BP. Parti de la mer de Weddell. Les sédiments dans Iceberg Alley fournissent un signal spatialement intégré de la variabilité de la décharge des icebergs dans les eaux marines par la calotte glaciaire antarctique parce que c’est une zone de confluence dans laquelle les icebergs relâché par tout la calotte glaciaire antarctique et dérivant le long des courants, convergent et sortent de la mer de Weddell vers le nord dans la mer de Scotia. Il y a entre -20 000 et -9 000 années BP, cette étude a documenté huit périodes bien définies d’augmentation de l’iceberg et de décharge de diverses parties de la calotte glaciaire antarctique. La période la plus élevée de décharge d’icebergs enregistrée dans les deux carottes est connue sous le nom d’AID6 (Antarctic Iceberg Discharge Event 6). AID6 a un début relativement brusque il y a environ 15 000 ans BP. L’intervalle de pointe de la décharge et du flux d’icebergs les plus importants de la calotte glaciaire antarctique pour AID6 se situe entre environ 14 800 et 14 400 années BP. Le débit maximal est suivi d’une diminution progressive du flux jusqu’à il y a 13 900 années BP, date à laquelle il se termine brusquement. La période maximale de décharge d’icebergs pour AID6 est synchrone avec le début de l’interstadial de Bølling dans l’impulsion 1A de l’eau de fonte de l’hémisphère Nord. Weber et d’autres ont estimé que le flux d’icebergs de l’Antarctique au cours de l’AID6 a contribué de manière substantielle (au moins 50%) à l’élévation moyenne mondiale du niveau de la mer qui s’est produite pendant l’impulsion de fonte 1A,.
Ces icebergs provenaient du retrait généralisé de la calotte glaciaire antarctique à cette époque, y compris de la région de la Terre Mac Robertson de la calotte glaciaire de l’Antarctique oriental; le secteur de la mer de Ross de la calotte glaciaire de l’Antarctique occidental; et la calotte glaciaire de la péninsule antarctique.